# Фільм-спектакль
Фільм-спектакль — екранізація спектаклю, постановка якого здійснюється в театрі. Зйомки фільму можуть бути як безпосередньо в театрі або переноситися зі сцени у павільйон або на натуру з використанням театральних декорацій.

## Фільми-спектаклі українською мовою
Найвідомішими фільмами-спектаклями українською мовою є «Фараони» за постановкою режисера Ісаака Шмарука та «Конотопська відьма» за спільної участі Ігора Афанасьєва та В'ячеслава Буня..